# Rosemarie Bauer (Künstlerin)
Rosemarie Bauer (* 16. April 1936 in Metzingen) ist eine deutsche Malerin, Grafikerin, Autorin und schwäbische Mundart-Dichterin.

## Leben
Sie nahm an der „Mundart-Akademie“ teil, verfasste mehrere Bände in schwäbischer Mundart, ab 1969 erschienen in einer Gemeinschaftsproduktion  mit Doris Oswald Bilderbücher für Kinder. Sie hatte bisher zahlreiche Auftritte als Schwäbische Mundartkünstlerin unter anderem 1992 bei den Schorndorfer Mundarttagen.

## Werke
- Himmel fängt auf Erden an. Gedichte. Wiedemann Verlag, Münsingen 2016, ISBN 978-3-941453-27-2.
- Ein Lächeln bleibt. Gedichte. Ernst Franz + Sternberg-Verl., Metzingen 2003, ISBN 3-87785-033-2.
- mit Doris Oswald: Klärle, ons lauft d Zeit drvo. Schwäbische Gedichte. Knödler, Reutlingen 1990, ISBN 3-87421-166-5.
- mit Doris Oswald: Do lieg i ond träum.Schwäbische Gedichte. Knödler, Reutlingen 1986, ISBN 3-87421-148-7.
- mit Doris Oswald: Zwei kleine Negerlein: ein Bilderbuch. Boje-Verlag, Stuttgart 1972, ISBN 3-414-13690-2.
- mit Doris Oswald: Der Wettlauf zwischen Hase und Igel. Titania-Verl., Stuttgart 1970, ISBN 3-7996-6060-7.